# 고양이 전사들

고양이 전사들 로고

《고양이 전사들》(Warriors)은 판타지 시리즈 소설로, Kate Cary(케이트 캐리), Cherith Baldry(체리스 볼드리), 그리고 Victoria Holmes(빅토리아 홈즈)를 비롯한 여러 작가가 에린 헌터라는 필명으로 집필했다. 이 시리즈는 주로 가상의 숲을 배경으로 하며 하퍼콜린스에서 출판하였다. 초기 구상과 1부 집필은 빅토리아 홈즈가 담당하였다.
현재 8개의 하위 시리즈('아크')가 있으며, 각 시리즈에는 6권의 책이 포함되어 있다. 메인 시리즈 외에도 장편 '슈퍼 에디션' 소설, 여러 편의 소설, 여러 권의 가이드북, 여러 권의 오리지널 영어 만화, 그래픽 노블 등 다양한 도서가 출판되어있다.

## 설정과 세계관
고양이 전사들의 세계관은 처음에는 숲에 살다가 나중에는 호수 주변에 사는 대규모 야생 고양이 무리를 중심으로 전개된다. 고양이들은 종족(Clan)이라는 다섯 개의 그룹으로 나뉜다. 천둥족(ThunderClan), 그림자족(ShadowClan), 강족(RIverClan), 바람족(WindClan), 그리고 하늘족(SkyClan)의 각 종족은 고유한 지형에 적응해 왔습니다. 서로 다른 종족 간의 관계는 일반적으로 긴장된 상태이며 종종 서로 충돌하기도 한다. 그러나 종족은 때때로 서로를 걱정하는 모습을 보이기도 하며, 한 종족이 멸망하면 모든 종족이 깊은 고민에 빠지고 긴급한 행동을 취하게 된다. 종족은 고유한 이름과 계급을 가지고 있으며, 이름은 일반적으로 종족 내 계급에 따라 결정된다.
종족 고양이는 종족의 죽은 조상들의 영혼으로 구성된 별족(StarClan)이라는 개념에 기반한 신앙 체계를 가지고 있으며, 이 영혼은 때때로 살아있는 종족 고양이에게 지침을 제공한다. 대부분의 종족 고양이 영혼은 사후에 별족에 합류하여 천국과 유사한 낙원의 숲에 머물게 된다. 별족은 종종 꿈이나 전조와 같은 다른 징조를 통해 종족원들을 인도하고 이로 인해 줄거리가 전개되는 일도 잦다. 별족 외에도 별이 없는 곳(The Place Of No Stars)이라고도 알려진 어둠의 숲(Dark Forest)이 존재하며, 이 곳은 끝없이 펼쳐진 숲의 형태를 하고 있다. 이곳에는 생전에 다른 사람들에게 큰 고통과 아픔을 준 고양이의 영혼이 벌의 형태로 머물고 있다.

## 줄거리
고양이 전사들 1부 (예언의 시작) 1권 Into the wild(야생 속으로) 페이퍼백 ISBN은 9780007140022. (번역본 이름 기준)
집고양이인 러스티는 쌍둥이 형제 스머지의 사람(본문에서는 twolegs-두발쟁이로 나온다)의 집에서 스머지가 하는 말인 '몸집이 크고 낡은 뼈에 발톱을 가는' 숲속에 사는 야생 고양이들의 이야기를 듣고 호기심에 숲으로 들어간다. 러스티는 어린 야생고양이인 그레이포를 만나 말을 나눈다. 그 때 천둥족의 지도자인 블루스타와 전사인 라이언하트가 러스티와 그레이포의 싸움을 보고 천둥족에는 전사들이 종족하니 들어올 마음이 있느냐고 묻고, 이에 응한 러스티는 천둥족에 훈련병이 된다. 하지만 애완고양이가 전사가 되는 것이 못마땅한 타이거클로는 파이어포와 블루스타의 관계를 계속하여 이간질하지만 실패한다. 그래서 타이거클로는 그림자족의 침략때 레이븐포에 대한 루머를 퍼뜨려 래이븐포를 쫒아낸다. 또한 그 침략때 옐로팽이 아기들을 훔쳐 달아나고 치료사인 스파티드리프를 살해했다는 소문도 퍼뜨리는데, 블루스타는 옐로팽을 믿고 파이어포와 그레이포를 보낸다. 파이어포와 그레이포는 옐로팽을 찾아내고 새끼들을 훔쳐 달아난 무리는 그림자족이었다는걸 발견한다. 그 후 파이어포는 그림자족의 타락한 지도자인 브로큰스타에 반심을 품고 있던 원로들과 치료사, 전사들와 함께 브로큰스타를 몰아낸다.
그 후 이야기는 WARRIORS 2권인 Fire and Ice (불과 얼음)에서 계속된다.

## 도서 목록
- The Prophecies Begin (예언의 시작)[1][2][3][4][5][6]
  - Into the Wild (야생 속으로)
  - Fire and Ice (불과 얼음)
  - Forest of Secrets (비밀의 숲)
  - Rising Storm (폭풍전야)
  - A Dangerous Path (위험한 길)
  - The Darkest Hour (가장 어두운 시간)

- The New Prophecy (새로운 예언)[7][8][9][10][11][12]
  - Midnight (암흑의 밤)
  - Moonrise (떠오르는 달)
  - Dawn (새벽)
  - Starlight (별빛)
  - Twilight (황혼)
  - Sunset (일몰)

- Power of Three (셋의 힘)[13][14][15][16][17][18]
  - The Sight (보이는 것)
  - Dark River (어둠의 강)
  - Outcast (추방)
  - Eclipse (일식)
  - Long Shadows (긴 그림자들)
  - Sunrise (일출)

- Omen of the Stars (별들의 계시)[19][20][21][22][23][24]
  - The Fourth Apprentice (네 번째 훈련병)
  - Fading Echoes (사라져가는 메아리)
  - Night Whispers (밤의 속삭임)
  - Sign of the Moon (달의 신호)
  - The Forgotten Warrior (잊혀진 전사)
  - The Last Hope (마지막 희망)

- Dawn of the Clans (종족의 새벽)[25][26][27][28][29][30]
  - The Sun Trail(태양의 자취)
  - Thunder Rising(떠오르는 천둥)
  - The First Battle(첫 번째 전투)
  - The Blazing Star(타오르는 별)
  - A Forest Divided(나누어진 숲)
  - Path of Stars(별들의 길)

- A Vision of Shadows (그림자의 환영)[31][32][33][34][35][36]
  - The Apprentice's Quest (훈련병의 임무)
  - Thunder and Shadow(천둥과 그림자)
  - Shattered Sky(부서진 하늘)
  - Darkest Night (어두운 저녁)
  - River of fire(불의 강)
  - The raging Storm(폭풍)

- The Broken Code (부서진 규칙)[37][38][39][40][41][42]
  - Lost star (잃어버린 별들)
  - The silent thaw (고요한 해빙기)
  - Veil of the shadows (장막의 그림자)
  - Darkness Within (내면의 어둠)
  - The place of no stars(별이 깃들지 않은 곳)
  - A Light in the Mist(안개 속의 빛)
- A Starless Clan (별이 없는 종족)[43][44][45][46][47]
  - River(강)
  - Sky(하늘)
  - Shadow(그림자)
  - Thunder(천둥)
  - Wind(바람)
  - Star(별)

- Super Edition (번외편)[48]
  - Firestar's Quest (파이어스타의 임무)
  - Bluestar's Prophecy (블루스타의 예언)
  - Yellowfang's Secret (옐로팽의 비밀)
  - Crookedstar's Promise (크룩트스타의 약속)
  - Tallstar's Revenge (톨스타의 복수)
  - SkyClan's Destiny (하늘족의 운명)
  - Bramblestar's Storm (브램블스타의 폭풍)
  - MothFlight's Vision (모스플라이트의 환영)
  - Hawkwing's Journey (호크윙의 여정)
  - Tigerheart's Shadow (타이거하트의 그림자)
  - Crowfeather's Trial (크로페더의 시련)
  - Squirrelflight's Hope (스쿼럴플라이트의 희망)
  - Graystripe's Vow (그레이스트라이프의 맹세)
  - Leopardstar's Honor (레버드스타의 명예)
  - Onestar's Confession (원스타의 고백)
  - Riverstar's Home (리버스타의 집)

- Novellas (짧은 번외편)
  - Hollyleaf's Story (홀리리프의 이야기)
  - Dovewing's Silence (도브윙의 침묵)
  - Mistystar's Omen (미스티스타의 계시)
  - Cloudstar's Journey (클라우드스타의 여행)
  - Tigerclaw's Fury (타이거클로의 분노)
  - Leafpool's Wish (리프풀의 소원)
  - Mapleshade's Vengeance (메이플셰이드의 복수)
  - Goosefeather's Curse (구스페더의 치료)
  - Ravenpow's Farewell (레이븐포의 작별)
  - Spottedleaf's heart (스파티드리프의 마음)
  - Pinestar's choice(파인스타의 선택)
  - Thunderstar's Echo (썬더스타의 메아리)
  - Redtail's Debt (레드테일의 빛)
  - Tawnypelt's Clan (토니펠트의 종족)
  - Shadowstar's Life (섀도우스타의 삶)
  - Pebbleshine's Kits (페블샤인의 새끼고양이들)
  - Tree's Root (트리의 뿌리)
  - Mothwing's Secret (모스윙의 비밀)
  - Daisy's Kin (데이지의 가족)
  - Blackfoot's Reckoning (블랙풋의 심판)
  - Spotfur's Rebellion (스팟퍼의 반란)

- Field Guides(필드 가이드)
  - Secrets of the Clans (종족들의 비밀)
  - Cats of the Clans (종족들의 고양이들)
  - Code of the Clans (종족들의 규칙)
  - Battles of the Clans (종족들의 전투)
  - Enter the Clans (종족들을 방문하라)
  - The Ultimate Guide (최종 가이드)
  - The new Ultimate Guide(새로운 최종 가이드)

- Mangas (일본식 만화)
  - The Lost Warrior (잃어버린 전사)
  - Warrior's Refuge (전사의 도피)
  - Warrior's Return (전사의 귀환)
  - The Rise of Scourge (스커지의 탄생)

- Tigerstar and Sasha (타이거스타와 사샤)
  - Into the Woods (숲 속으로)
  - Escape from the Forest (숲에서의 탈출)
  - Back to the Clans (다시 종족들에게로)

- Ravenpaw's Path (레이븐포의 길)
  - Shattered Peace (부서진 평화)
  - A Clan in Need (종족의 필요성)
  - A Warrior's Heart (전사의 심장)

- SkyClan and the Stranger(하늘족과 나그네)
  - The Rescue (구조)
  - Beyond the Code (규칙 너머에는)
  - After the Flood (홍수 이후에)

## 제작
게시자 하퍼 콜린스 야생고양이들에 대한 판타지 시리즈를 만드는 빅토리아 홈즈를 물었을 때 시리즈는 이미 시작되었다. 홈즈는 처음에 아이디어를 가질 것이라고 생각하지 못했지만 홈즈는 근무, 전쟁 등의 원래의 자료에서 여러 아이디어들을 얻어 6권의 책을 만들었다.

## 출판 역사
모든 고양이 전사의 고양이들은 책을 제외하고, 만화에 게재되었다. "Starlight," "Twillight"과 "Sunset" 에서의 예언뿐만 아니라, 첫 번째 책에서 사용할 수 있는 오디오북 형식이다.

### 타언어 판
예언 시리즈의 시작은 미국과 영국에서 처음 출판되었다. 처음 두 시리즈의 판—예언의 시작 및 새로운 예언-영국은 미국의 대응에서 커버 디자인에 약간의 차이가 있었다. "고양이 전사들"은 뉴질랜드, 호주 및 캐나다에서도 판매된다. 번역서 영어와 같은 다른 언어들, 체코, 노르웨이, 리투아니아어, 핀란드어, 일본어, 프랑스, 스페인어, 러시아어, 중국어 및 한국어로 출판되었다. 첫 번째 여섯 권의 책들을 출판해 이탈리아와 라틴 아메리카에, 처음 다섯 개의 시리즈에서는 독일에서, 첫번째 시리즈에서는, 네덜란드와 팬덤에도 존재한다. 처음 두 권의 책은 폴란드에 출판되었으며 처음 두 시리즈는 한국어로 출판되었다.

## 비판
자신의 예술을 칭찬하고, 검토자로 썼다는 "허드슨의 작동을 제공할 Sasha의 감정적인 여행을 보여주는 매 순간의 공포, 불안, 만족 그리고 기쁨"이 있다. 비평가도 썼다는 "비틀림 끝에서 떠나 팬들의 갈망에 대해 다음의 일부가 Sasha다." 라고 하였고, 플롯은 이전 및 새로운 팬을 유치할 것을 발표했고, 긍정적인 리뷰를 했다. 검토자는 또한 커버가 '만화'로 나와있지만 단순한 그림이 간단하고 현실적인 스타일로 그려져 있다고 썼다.

### 수상 및 인정 편집
"Into the Wild"에서 그가 지명에 대한 연결의 태평양 북서 라이브러리 젊은 리더의 선택 상을 2006에 수여, 또한 2003년 젊은 사람들의 책 목록에 대한 상위 10 판타지 책에 포함된 감각,외 76가지로 예약 선정되었다. "아마존"(2007) 투표에서 6%를 얻고, 10 명 후보 중 여섯 번째를 배치했다. 선택 도서 상 그녀는 또한 어린이 상을 지명되었다. 2006년에는 최고의 도서 시리즈를 위한 게시자의 수상의 주간에 "갑"을 수상하였다.

## 그 외

### 인터넷 사이트
"만화 그리기" 페이지가 있고, 퀴즈를 포함한 게임이 있다. FaQ 섹션에서 에린 헌터는 2010년 말에 출시 될 온라인 게임에 노력하고 있다고 말했고, 2010년 여름, 게임 테스트의 첫 번째 단계가 완료되었지만, 이 게임은 출시되지 않았다.

### 필름
2016년 10월 20일에,빅토리아 홈즈는 알리바바 사진은 프로듀서 데이비드 헤이먼 적응을 위한 영화 제작 권리를 구입했다고 발표했다. 2018년 5월 14일,STX 엔터테인먼트는 Heyman와 함께 작업 STX 이사회 멤버 기기 프리츠 커와 함께, 이 영화를 공동 제작에 합류했다고 발표했다. 또한 영화의 시나리오 작가 ,조나단 아이벨과 글렌 버거가 영화에 대한 각본을 쓸 것이라고 발표되었다. 어떤 감독이 영화를 맡는지와 출시 날짜는 발표되지 않았다.

### 모바일 응용 프로그램
공식 앱은 iOS 및 Android에서 2011년 6월 30일에 출시되었다. 이에 대한 정보를 포함 이 시리즈의 책, 지도의 종족과 주요 문자들, 대화형 타임라인 지도의 영역의 지파, 가문, 이야기들, 그리고 퀴즈가 있다.